# D1 Tower
Der D1 Tower wird mit 284 Metern und 80 Etagen einer der höheren Wolkenkratzer in Dubai. Das Gebäude befindet sich im Culture Village, einem neugebauten Kulturviertel am Dubai Creek. Das Gebäude erreichte im Herbst 2013 seine Endhöhe. Die im Jahr 2007 begonnenen Bauarbeiten sollen noch im selben Jahr des Richtfests abgeschlossen werden.
Die vier Vordächer rund um den Fuß des Gebäudes bilden durch ihre freie Form und Materialität in Holz einen beeindruckenden Gegensatz zur Höhe und dramatischen Architektur der gläsernen Hochhausfassade. Ihre Form spielt auf das traditionelle Segelschiff in der Golfregion an, die Dau.